# Catharsius dayacus
Catharsius dayacus là một loài bọ cánh cứng trong họ Bọ hung (Scarabaeidae).